# Det bästa från Idol 2007
Det bästa från Idol 2007 är en samling från svenska Idol 2007. Den släpptes den 21 november 2007.

## Låtlista
1. Idol 2007 Allstars - Free Your Mind
2. Christoffer Hiding - Say It Right
3. Evelina Sewerin - For Your Eyes Only
4. Daniel Karlsson - You're the Voice
5. Amanda Jenssen - Look What They've Done to My Song
6. Mattias Andréasson - Your Song
7. Anastasia Roobol - Sleeping Satellite
8. Sam Hagberth - Tired of Being Sorry
9. Gathania Holmgren - Walking on Sunshine
10. Marie Picasso - Flashdance... What a Feeling
11. Andreas Sjöberg - I Wanna Know What Love Is
12. Patrizia Helander - Hurt

### Fotnoter
1. ↑  ”Svensk mediedatabas”. http://smdb.kb.se/catalog/id/002206877. Läst 14 mars 2012.